# Welshpool Town Football Club
Maillots
Dernière mise à jour : 25 octobre 2011.
Le Welshpool Town Football Club est un club gallois de football basé à Welshpool ville de 6 269 habitants située à six kilomètres de la frontière de l'Angleterre.

## Historique
- 1878 : fondation du club sous le nom de Welshpool FC
- 1881 : le club est renommé Welshpool Wanderers
- 1889 : le club est renommé Welshpool United
- 1890 : le club est renommé Welshpool FC
- 1996 : le club est renommé Welshpool Town FC

## Anciens joueurs
- Chris Kamara